# Śmierć binarna
Śmierć Binarna (ang. Binary) – powieść z gatunku technothriller, której autorem jest Michael Crichton. Ukazała się po raz pierwszy w 1972 roku. Crichton wydał ją pod pseudonimem John Lange. W 1972 roku na jej postawie powstał amerykański film sensacyjny Śmierć binarna w reżyserii Crichtona. Książkę opublikowano w Polsce w 1993 roku nakładem Wydawnictwa Prima w tłumaczeniu Jacka Manickiego.
Realistyczny scenariusz wydarzeń, nakreślony przez autora, jest ostrzeżeniem przed zagrożeniem, jakie niesie produkcja i przechowywanie broni masowej zagłady – nawet przy zachowaniu najściślejszych środków bezpieczeństwa.

## Fabuła
Doskonale zorganizowana grupa zatrzymuje wojskowy pociąg przewożący broń chemiczną. Celem precyzyjnie zaplanowanego napadu są dwa pojemniki zawierające pół tony najbardziej śmiercionośnego gazu bojowego, jaki kiedykolwiek wyprodukowano – binarnego gazu B75/B76. Zaczyna się wyścig z czasem. Agent federalny John Graves ma zaledwie 12 godzin by powstrzymać ultraprawicowego milionera Johna Wrighta przez wypuszczeniem gazu w samym centrum milionowego San Diego. Czy uda mu się odgadnąć wszystkie elementy błyskotliwego planu szaleńca i ocalić mieszkańców miasta i prezydenta USA przez zagładą? Wystarczy tylko jeden błąd.